# Urija
Urija es un pueblo ubicado en el municipio de Donji Vakuf, Bosnia y Herzegovina.

## Demografía
Según el censo de 2013, su población era de 190 habitantes.
| Etnicidad | Número | Porcentaje |
| --------- | ------ | ---------- |
| Bosniaks  | 186    | 97.9%      |
| Serbs     | 4      | 2.1%       |
| Total     | 190    | 100%       |